# Baby Huey (cantante)

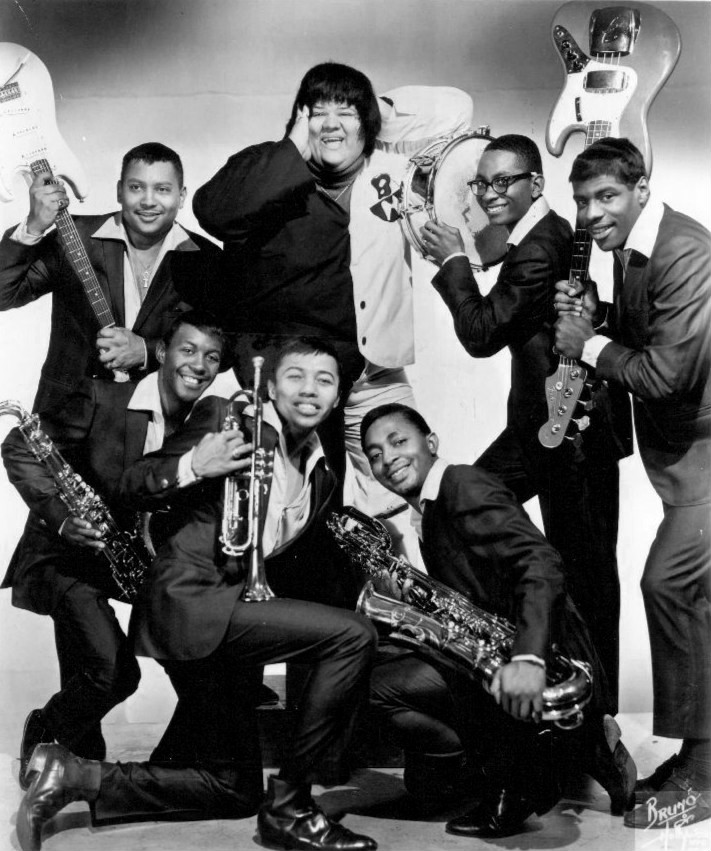
La banda Baby Huey and the Baby Sitters

Baby Huey, de nombre real James Ramey (Richmond, Indiana; 17 de agosto de 1944 - 28 de octubre de 1970), fue un cantante estadounidense de música soul y funk. Fue el líder de la banda Baby Huey & The Babysitters, cuyo LP para el sello discográfico Curtom Records publicado en 1971 fue capital en el desarrollo posterior del hip hop.

## Discografía
The Baby Huey Story: The Living Legend es el único disco disponible de Baby Huey. Varios singles, entre los que se incluyen "Beg Me", "Monkey Man", "Messin' with the Kid" y "Just Being Careful" no se incluyeron esta edición.
Tracklist
1. "Listen To Me" (6:35)
2. "Mama Get Yourself Together" (6:10)
3. "A Change Is Going To Come" (9:23)
4. "Mighty, Mighty" (2:45)
5. "Hard Times" (3:19)
6. "California Dreamin'" (4:43)
7. "Running" (3:36)
8. "One Dragon Two Dragon" (4:02)

Ediciones
- 1971, Curtom ([LP) - publicación original
- 1994, Unidisc (CD)
- 1999, Sequel Records (CD)
- 2004, Water (CD)

### Recopilatorios
- "Hard Times" en Shaolin Soul
- "Listen to Me" en Kurtis Blow Presents the History of Rap, Vol. 1: The Genesis (1997, Rhino Records).
- "Monkey Man" en Teenage Shutdown, Vol. 1: Jump, Jive & Harmonize (1998, Teenage Shutdown).